# North Oaks
North Oaks és una població dels Estats Units a l'estat de Minnesota. Segons el cens del 2006 tenia 4.557 habitants.

## Demografia
Segons el cens del 2000, North Oaks tenia 3.883 habitants, 1.300 habitatges, i 1.177 famílies. La densitat de població era de 205,1 habitants per km².
Dels 1.300 habitatges en un 41,5% hi vivien nens de menys de 18 anys, en un 86,5% hi vivien parelles casades, en un 2,6% dones solteres, i en un 9,4% no eren unitats familiars. En el 7,6% dels habitatges hi vivien persones soles el 3,2% de les quals corresponia a persones de 65 anys o més que vivien soles. El nombre mitjà de persones vivint en cada habitatge era de 2,92 i el nombre mitjà de persones que vivien en cada família era de 3,08.
Per edats la població es repartia de la següent manera: un 27,6% tenia menys de 18 anys, un 4,7% entre 18 i 24, un 17,6% entre 25 i 44, un 38,5% de 45 a 60 i un 11,6% 65 anys o més.
L'edat mediana era de 45 anys. Per cada 100 dones de 18 o més anys hi havia 96 homes.
La renda mediana per habitatge era de 149.158$ i la renda mediana per família de 152.380$. Els homes tenien una renda mediana de 100.000$ mentre que les dones 47.019$. La renda per capita de la població era de 72.686$. Cap de les famílies i l'1,9% de la població estaven per davall del llindar de pobresa.

## Poblacions més properes
El següent diagrama mostra les poblacions més properes.